# 메르트 뮐뒤르
메르트 뮐뒤르(튀르키예어: Mert Müldür, 1999년 4월 3일 ~ )는 쉬페르리그의 페네르바흐체에서 라이트백 또는 센터백으로 뛰는 튀르키예의 축구 선수이다. 오스트리아에서 태어난 그는 튀르키예 국가대표팀을 대표한다. 다재다능한 선수인 그는 다양한 포지션에서 뛸 수 있다.

## 구단 경력

### 라피트 빈
뮐뒤르는 2006년 6살의 나이에 라피트 빈 유소년 아카데미에 입단하여 프로팀으로 성장했다. 뮐뒤르는 2018년 5월 13일 레드불 잘츠부르크와의 오스트리아 분데스리가 경기에서 라피드에서 프로 데뷔 전을 치렀다. 2018년 5월 29일 뮐뒤르는 라피드 빈과 3년간 첫 프로 계약을 맺었다.

### 사수올로
2019년 8월 20일, 뮐뒤르는 이탈리아 클럽인 사수올로와 계약했다. 그는 토리노와의 원정 경기에서 2-1로 패한 경기에서 교체 출전하며 5일 후 데뷔 전을 치다.
2022년 8월 15일 유벤투스와의 시즌 선발전에서 발목 골절 부상을 당했고, 16경기에 결장했다.

### 페네르바흐체
2023년 8월 2일, 페네르바흐체는 뮐뒤르가 페네르바흐체와 2027년까지 4년 계약을 맺었다고 발표했다.
그는 2023년 8월 17일 NK 마리보르와의 UEFA 컨퍼런스리그 경기에서 팀 데뷔 전을 치렀다. 2023년 8월 21일, 그는 삼순스포르와의 원정 경기에서 쉬페르리그 데뷔 전을 치렀고, 페네르바흐체는 2-0으로 이겼다.

## 국가대표팀 경력
오스트리아에서 튀르키예 출신 부모님 사이에서 태어난 뮐뒤르는 튀르키예 청소년 국가대표이다. 뮐뒤르는 2018년 10월 11일 보스니아 헤르체고비나와의 친선 경기에서 튀르키예 국가대표팀에 데뷔했다. 그는 2024년 6월 18일 조지아와의 UEFA 유로 2024에서 튀르키예의 선제골을 넣었다.